# NGC 6280
NGC 6280 este o galaxie situată în constelația Ophiuchus. A fost descoperită în 8 mai 1864 de către Albert Marth.